# عبد الله بن حسن بن أبي نمي
عبدالله بن الحسن بن محمد أبي نمي (توفي في 1 يناير 1632) كان شريف مكة وحاكم الحجاز من 1630 إلى 1631.
انتخب أميراً باتفاق الأشراف يوم الثلاثاء 28 ربيع الثاني 1040 هـ (3 ديسمبر 1630م) بعد وفاة مسعود بن إدريس، وكان في ذلك الوقت أكبر آل أبي نمي، وأرسل الخبر إلى إسطنبول، فتلقى مرسوماً من السلطان مراد الرابع يؤكد تعيينه أميراً.
وفي يوم الجمعة 1 صفر 1041هـ (29 أغسطس 1631م)،  تنازل عبد الله عن العرش لابنه محمد بن عبد الله وابن أخيه الأكبر زيد بن محسن، بشرط استمرار ذكر اسمه في الدعاء من المنبر.

## الحياة الشخصية
وله تسعة أبناء: 
- محمد
- أحمد
- حمود
- حسين
- هاشم
- ثقابة
- الزامل
- مبارك
- زين العابدين

وهو جد عشيرة العبادلة.

## ملحوظات
1. ↑  de Zambaur 1927، صفحة 22.
2. 1 2 3 4  al-Ghāzī 2009، صفحات 400–402.
3. ↑  al-‘Aṣimī 1998، صفحة 443.